# Verkehrsposten
Verkehrsposten (VP) ist der Dienst, den ein behördlich Beauftragter verrichtet, um Verkehrsteilnehmer zu lenken. Der VP dient der Sicherheit und Leichtigkeit des Verkehrs. Verkehrsposten wirken als Hoheitsträger auf den Verkehr ein und üben eine hoheitliche Aufgabe aus.
Dies kann bei Defekten der Lichtzeichenanlagen (Fehlfunktion oder Ausfall), bei fehlenden Verkehrszeichen (zum Beispiel durch Unfall beschädigt) oder bei Behinderungen des Verkehrsflusses durch Stau oder Unfälle der Fall sein.
Häufig sind mehrere VP im Team tätig, wenn die Kreuzung entsprechend groß, verwinkelt oder vielbefahren ist. Die Verkehrslenkung im Straßenverkehr wird in erster Linie von Polizeivollzugsbeamten durchgeführt (Verkehrspolizist).

## Zeichen in Deutschland

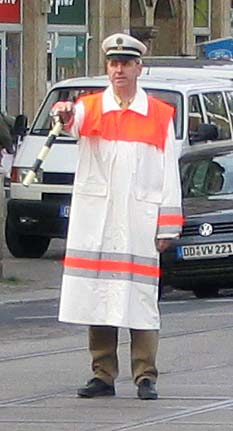
Verkehrsposten mit Verkehrsmantel und Verkehrsstab in Deutschland

„Die Zeichen und Weisungen der Polizeibeamten sind zu befolgen. Sie gehen allen anderen Anordnungen und sonstigen Regeln vor, entbinden den Verkehrsteilnehmer jedoch nicht von seiner Sorgfaltspflicht“

Verstöße sind bußgeldbewehrt.
Zeichen werden mit definierten Armbewegungen gegeben:
- Seitliches Ausstrecken eines Armes oder beider Arme quer zur Fahrtrichtung: „Halt vor der Kreuzung“. Der Querverkehr ist freigegeben. Hat der Beamte dieses Zeichen gegeben, so gilt es fort, solange er in der gleichen Richtung winkt oder nur seine Grundstellung beibehält. Der freigegebene Verkehr kann nach den Regeln des § 9 StVO abbiegen, nach links jedoch nur, wenn er Schienenfahrzeuge dadurch nicht behindert.
- Hochheben eines Armes: „Vor der Kreuzung auf das nächste Zeichen warten“, für Verkehrsteilnehmer in der Kreuzung: „Kreuzung räumen“.

Diese Zeichen können durch Einzelweisungen ergänzt oder geändert werden. Die Wechsel für die Richtungsfreigaben werden meist durch Schallsignale unterstützt (Trillerpfeife).
An anderen Straßenstellen, wie an Einmündungen und an Fußgängerüberwegen, haben die Zeichen entsprechende Bedeutung.
Bis in die 1970er Jahre wurde dies von einem Podest aus erledigt. Jedoch sind auch heute noch teilweise Podeste mit rot/weißer, reflektierender Lackierung etwa in Berlin anzutreffen. Historisch wurden weiße Handschuhe und ein weißer Tuchrock getragen, um die Sichtbarkeit zu verbessern. Zur Unterstützung werden heute noch die Winkerkelle oder der Verkehrsstab genutzt.
Deutsche Rechtsgrundlagen sind § 36 Abs. 1 StVO, § 76 Abs. 3 Satz 2 ff. StVO, Allgemeine Verwaltungsvorschrift zur Straßenverkehrs-Ordnung sowie landesspezifische Zusatzbestimmungen zur StVO.
Bauarbeiter warnen den Verkehr durch das Schwenken rot-weißer Fahnen und dürfen bei vorliegender Genehmigung Verkehrsteilnehmer auf andere Straßenteile verweisen oder zum Anhalten ersuchen.

### Merksätze
Um sich die obigen Zeichen besser merken zu können, gibt es auch mehrere Merksätze:
- Siehst du Brust oder Rücken, musst du auf die Bremse drücken.
- Siehst du die Hosennaht, hast du freie Fahrt.
  - Alternativ: Siehst du den Schutzmann von der Seite, dann fahre oder schreite.

## Abbildungen

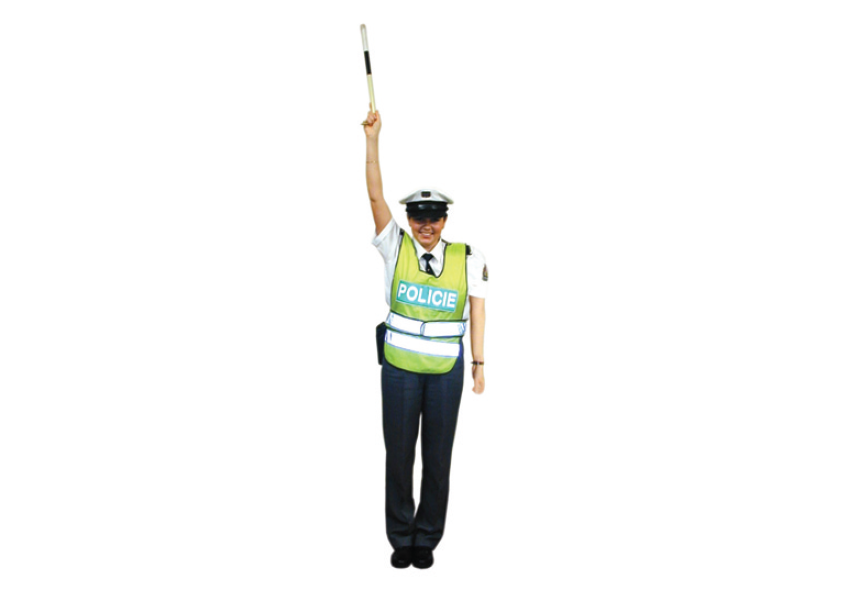
Kreuzung räumen, alle halt
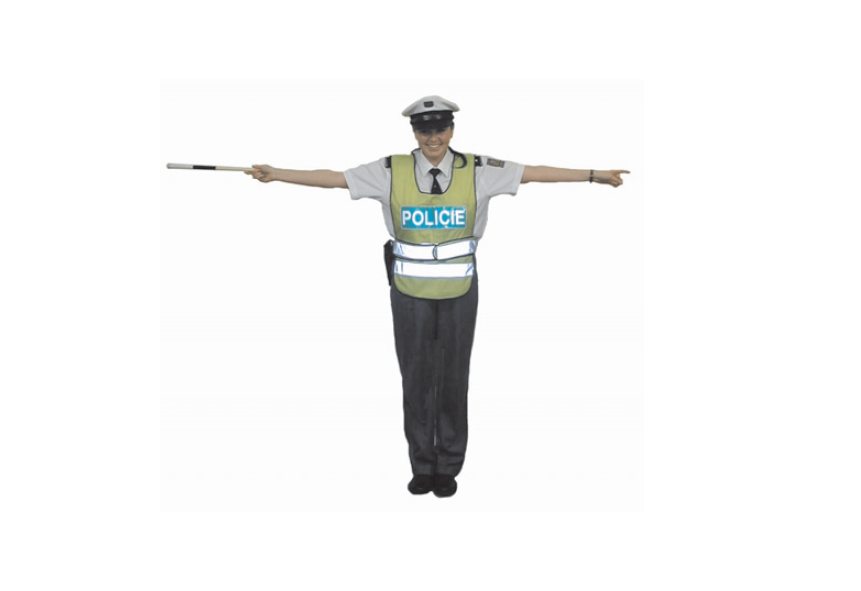
Stopp
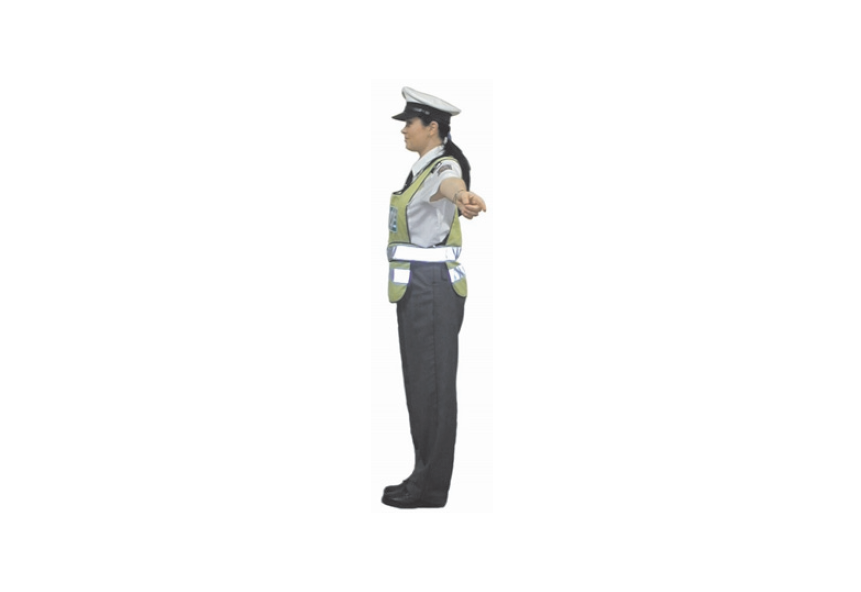
Freie Fahrt
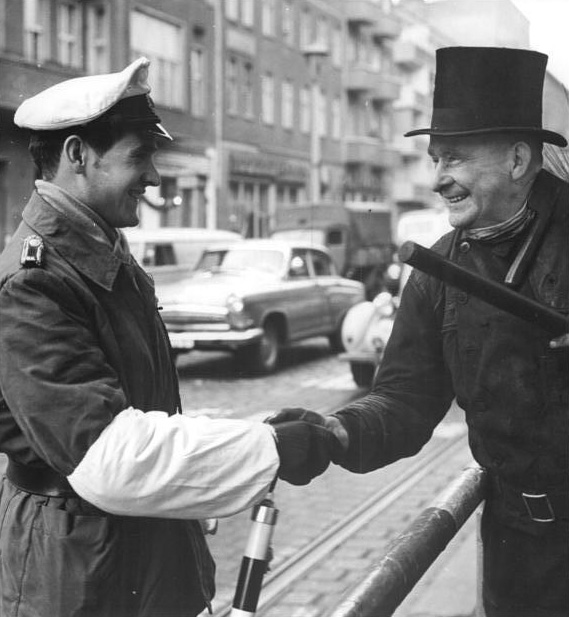
Verkehrspolizist (in der DDR), der weiße Armstulpen trägt, damit seine Armbewegungen beim Regeln des Verkehrs besser zu sehen sind.
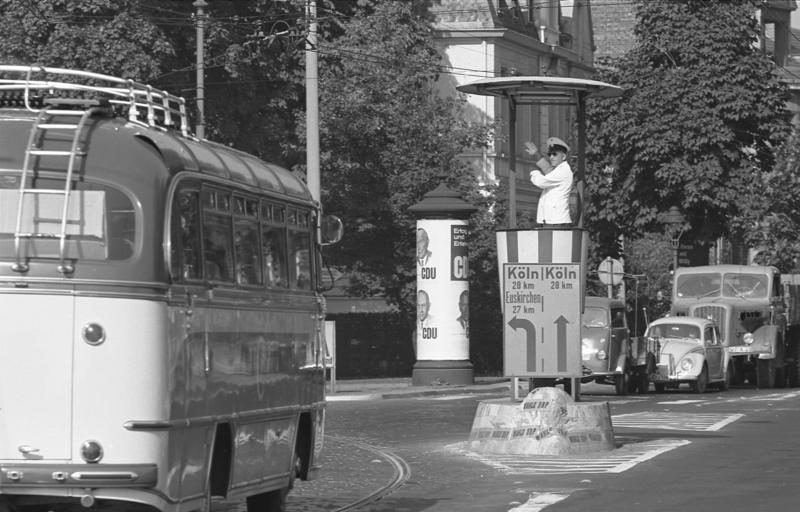
Verkehrsposten in Bonn auf einem Podest (1961)
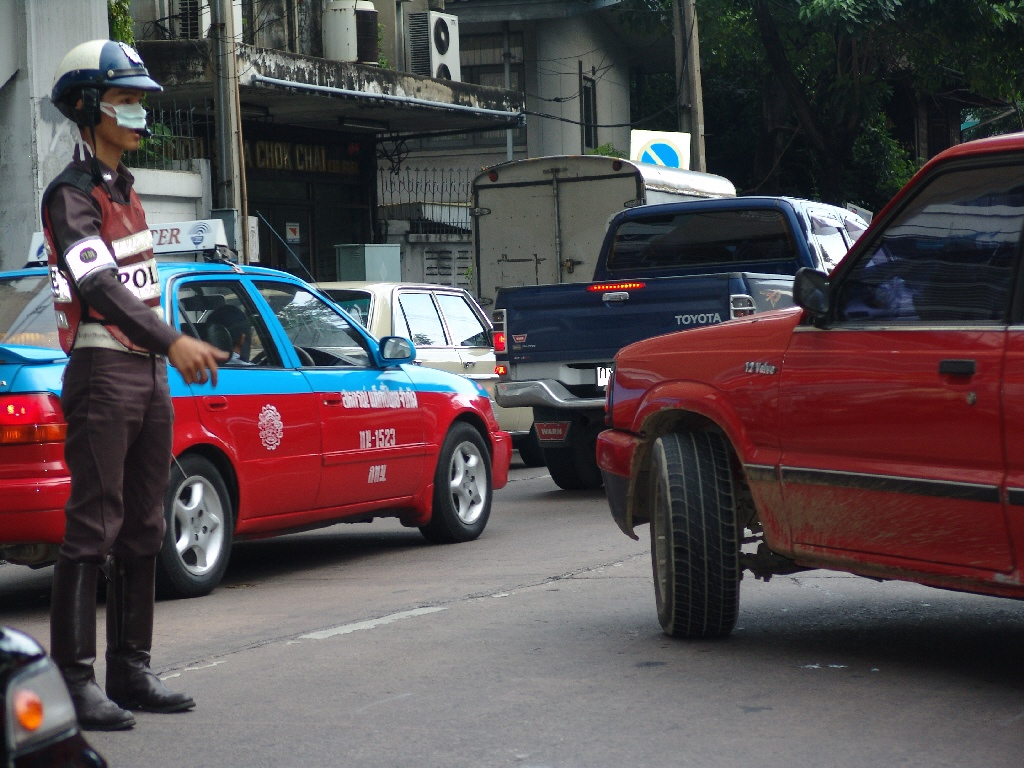
Verkehrsposten in Bangkok